# Miopatía centronuclear ligada al cromosoma X
La miopatía centronuclear ligada al cromosoma X (cuyo acrónimo usual es XLCNM, del inglés X-linked centronuclear myopathy), también conocida como miopatía miotubular (XLMTM, del inglés X-linked myotubular myopathy), es una enfermedad que afecta al músculo esquelético y provoca debilidad muscular. Está causada por una mutación en el gen MTM1 situado en el cromosoma X humano y afecta casi en exclusiva a varones. Se estima que se presenta 1 caso por cada 50 000 recién nacidos varones.

## Síntomas y cuadro clínico
Los fetos afectados se caracterizan por presentar polihidramnios y reducida movilidad y los recién nacidos por debilidad, reducido tono muscular (hipotonía) y dificultad respiratoria. Durante la infancia, los problemas musculares dificultan el desarrollo de habilidades motoras como sentarse, levantarse, caminar e incluso comer. La debilidad muscular puede llegar a afectar incluso a los músculos faciales y oculares (oftalmoplejía), y frecuentemente los afectados necesitan asistencia respiratoria (ventilación mecánica). Debido a los distintos grados de gravedad de la enfermedad es posible que algunos individuos afectados por la enfermedad solo precisen asistencia respiratoria durante el sueño, mientras que otro pueden requerirla permanentemente. Otros síntomas habituales son la curvatura anormal de la columna vertebral (escoliosis), contracturas de rodilla y caderas, y cara ancha y alargada. Las mujeres portadoras son generalmente asintomáticas, aunque se han descrito algunos raros casos en los que la enfermedad se manifiesta en heterocigosis.

## Fenotipos y grados de gravedad
Tras identificación del gen MTM1 en 1996, Herman y colaboradores establecieron la siguiente clasificación para los fenotipos de la enfermedad:

### XLCNM severa (clásica)
Es la variante más común, comprendiendo en torno al 80% de los casos. En un tercio de los casos, el nacimiento es prematuro y se caracteriza por una alta debilidad muscular que impide la movilidad autónoma y por la dependencia crónica de ventilación mecánica desde el período neonatal. Se estima que al menos el 25% de los individuos afectados mueren durante el primer año de vida, y rara vez llegan a la edad adulta, siendo multifactorial la causa de la muerte.
La incapacidad respiratoria provoca eventos de hipoxia que pueden derivar en una encefalopatía hipóxica isquémica. Adicionalmente, una prolongada ventilación mecánica puede conllevar un incremento de la posibilidad de padecer enfermedades respiratorias.

### XLCNM moderada
Los varones con XLCNM moderada desarrollan habilidades motoras más rápidamente que los enfermos con la forma grave; aproximadamente el 40 % no requiere ventilación mecánica o solo ocasionalmente.

### XLCNM leve
Los varones con XLCNM leve pueden requerir respiración asistida durante el periodo de recién nacido y tienen una menor afección a las capacidades motoras, lo que les permite caminar. No suele acortar el periodo de vida del afectado.

## Diagnóstico clínico
Se debe considerar la realización de un diagnóstico clínico a cualquier varón recién nacido con hipotonía significativa y debilidad muscular o en varones más mayores que presenten disminución de la masa muscular y debilidad en las extremidades, especialmente si se da alguno de los siguientes factores:
- Un pariente afectado en la familia, a partir del cual se pueda intuir una herencia ligada la cromosoma X (se da en el 30 % de los casos).
- Longitud y circunferencia de la cabeza mayores al 90.º centil, criptorquidia, y/o dedos largos.
- Anomalías en los músculos extraoculares, como por ejemplo oftalmoplejía.

El diagnóstico de XLCNM se basa en la identificación de cambios histopatológicos característicos en muestras musculares con los síntomas clínicos descritos y su comprobación mediante diagnóstico genético. El diagnóstico genético se basa en la identificación de mutaciones en el gen MTM1 (del 60 al 98 % de los afectados), prueba que está disponible clínicamente.
En muchos casos existen además otros miembros de la familia que padecen la enfermedad debido a la herencia genética ligada al cromosoma X. Es decir, existen antecedentes familiares.

## Ocurrencia genética
La XLCNM sigue una herencia ligada al cromosoma X. Por tanto, el riesgo de un varón de padecer la enfermedad dependerá de la condición de portadora de la madre. Si la madre es portadora, cada descendiente tendrá un 50 % de posibilidades de heredar la mutación en el gen MTM1. Los varones que hereden la mutación padecerán la enfermedad, mientras que las mujeres que hereden la mutación serán portadoras y generalmente no afectas (asintomáticas). En casos simples (una única ocurrencia en la familia), hay una probabilidad del 80 al 90 % de que la mujer sea portadora si se confirma que su hijo tiene una mutación en el gen MTM1. Por tanto, del 10 al 20 % de los varones que presentan la enfermedad en casos simples, están afectados por mutaciones de novo causantes de la enfermedad en el gen MTM1 y sus madres no son portadoras. También se han descrito casos de mosaicismo germinal, por lo que a pesar de no encontrarse ninguna mutación en el gen MTM1 no es del todo descartable que el nuevo descendiente no vaya a padecer la enfermedad. Si la mutación en el gen MTM1 ha sido identificada en un pariente varón afectado es posible realizar diagnóstico prenatal en el caso de que la embarazada tenga riesgo de ser portadora.

### Penetrancia
La penetrancia en varones con la variante patogénica MTM1 es del 100 %, aunque la expresividad de la misma varía, dando lugar a distinta gravedad en el fenotipo (severo, moderado o leve).